# Défaite à la régate
Défait à la régate  (en italien, Sconfitto alla regata. interno con figure) est une peinture à l'huile sur toile ovale de 155,2 × 186,50 cm, réalisée en 1858 par Antonio Rotta et conservée aux musées royaux de Turin en Italie, puis acheté par la pinacothèque de Brera.

## Descriptif
Le tableau d'Antonio Rotta, sa dernière œuvre, représente une assemblée dans une taverne de l'ancienne Venise. Les protagonistes se lamentent après la défaite à la régate des gondoliers de leur confrérie dans la république de Venise. 

## Histoire
En 1860 à Turin, Antonio Rotta suscite l'enthousiasme et l'émotion du public pour le Chasseur affligé qui prend soin de son chien mourant, resté invendu en raison du prix élevé de 3 000 lires (250 napoléons d'or), prix le plus élevé de l'époque que l'on retrouve tout au long de l'exposition de Venise. Le travail est vivement applaudi par Carlo Tenca. Dans La Page ennuyeuse, créée en séquence avec La Page profanée, un critique y lit Risorgimento et des allusions politiques anti-autrichiennes et l'artiste est traité comme un « peintre philosophe », capable d'infuser de nobles « idées supérieures » dans l'enfance. L'œuvre est ensuite achetée par la famille royale de la maison de Savoie. Antonio Rotta est l'auteur le plus présent dans les collections profanes des anciennes familles de la noblesse européenne.

## Expositions
- Promoteur des Beaux-Arts, 1860 et 1861, Milan